# Ralph Leo Boyce

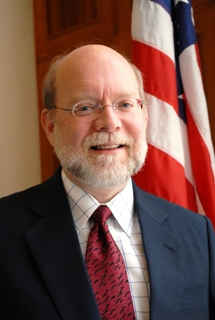
Ralph Leo Boyce (2006)

Ralph Leo „Skip“ Boyce, Jr. (* 1. Februar 1952 in Washington, D.C.) ist ein ehemaliger US-amerikanischer Diplomat und Wirtschaftsmanager, der unter anderem zwischen 1993 und 1994 kommissarischer Geschäftsträger der Botschaft in Singapur, von 2001 bis 2004 Botschafter der Vereinigten Staaten in Indonesien sowie zwischen 2005 und 2007 Botschafter in Thailand war.

## Leben
Ralph Leo „Skip“ Boyce, Jr. begann nach dem Schulbesuch ein grundständiges Studium an der George Washington University, welches er 1974 mit einem Bachelor of Arts (BA) beendete. Ein postgraduales Studium der Verwaltungswissenschaften an der Princeton University schloss er 1976 mit einem Master of Public Administration (MPA) ab. Danach trat er als Foreign Service Officer in den diplomatischen Dienst des Außenministeriums und war zunächst zwischen 1977 und 1979 Assistent im Stab des Botschafters im Iran William H. Sullivan. Danach fungierte er von 1979 bis 1981 als Attaché für Handelsangelegenheiten an der Botschaft in Tunesien sowie zwischen 1981 und 1984 als Finanzökonom an der Botschaft in Pakistan. Nach seiner Rückkehr wurde er 1984 Sonderassistent von Vizeaußenminister (Deputy Secretary of State) Kenneth W. Dam beziehungsweise von 1985 bis 1988 Haushaltsberater von dessen Nachfolger John C. Whitehead. Danach war er von 1988 bis 1992 als Botschaftsrat für politische Angelegenheiten an der Botschaft in Thailand tätig.

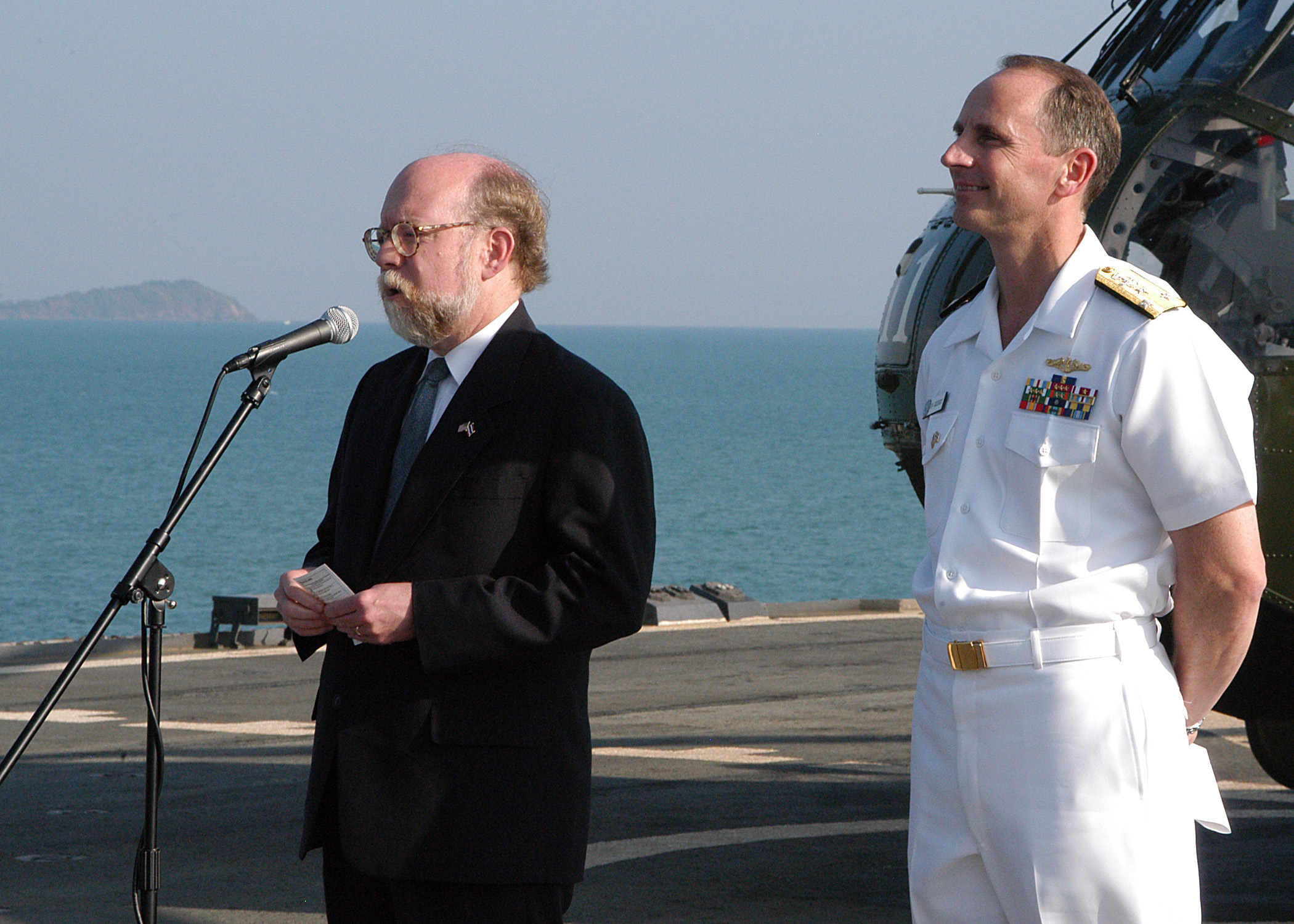
Boyce als Botschafter in Thailand mit dem Kommandeur der Siebten US-Flotte (United States Seventh Fleet), Vizeadmiral Jonathan W. Greenert (28. Februar 2005).

1992 wechselte Boyce an die Botschaft in Singapur und wurde dort als Deputy Chief of Mission Ständiger Vertreter und Stellvertreter des Botschafters. Als solcher fungiere er nach der Ablösung von Botschafter Jon Huntsman, Jr. zwischen Juni 1993 und dem Amtsantritt von Botschafter Timothy Chorba August 1994 auch als Chargé d’Affaires ad interim und damit als kommissarischer Geschäftsträger der Botschaft in Singapur. Im Anschluss war er zwischen 1994 und 1998 als Deputy Chief of Mission Ständiger Vertreter und Stellvertreter des Botschafters in Thailand und fungierte in dieser Zeit nach der Ablösung von Botschafter David Floyd Lambertson im August 1995 und dem Amtsantritt von Botschafter William H. Itoh im Februar 1996 als kommissarischer Botschafter. Nach seiner Rückkehr übernahm er zwischen 1998 und 2001 im Außenministerium den Posten als stellvertretender Leiter der Unterabteilung Ostasien und Pazifik (Deputy Assistant Secretary of State for East Asian and Pacific Affairs).
Am 1. Oktober 2001 wurde „Skip“ Boyce zum Botschafter der Vereinigten Staaten in Indonesien und übergab dort am 24. Oktober 2001 als Nachfolger von Robert S. Gelbard seine Akkreditierung. Er verblieb auf diesem Posten bis zum 2. August 2004 und wurde daraufhin von B. Lynn Pascoe abgelöst. Im Anschluss erfolgte am 2. Juli 2004 seine Ernennung zum Botschafter in Thailand, wo er am 9. März 2005 als Nachfolger von Darryl Norman Johnson sein Beglaubigungsschreiben überreichte. Er bekleidete dieses Amt bis zum 21. Juli 2007 und wurde daraufhin von Eric G. John abgelöst.
Nach seinem Ausscheiden aus dem diplomatischen Dienst wechselte Ralph Leo Boyce in die Wirtschaft und wurde 2008 vom Luft- und Raumfahrttechnikunternehmen Boeing zum Präsidenten für Südostasien ernannt.